# Miguel Rascón

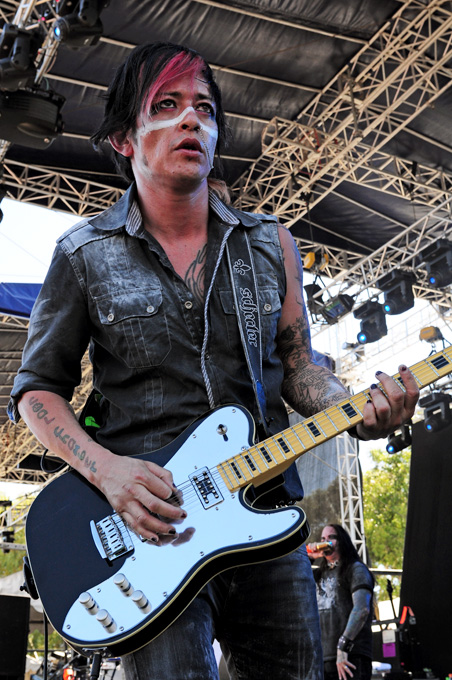
Miguel Rascón (2012)

Miguel Rascón (20 de agosto de 1972, Mexicali, Baja California, Mexico) mais conhecido pelo seu nome artístico Meegs, é um guitarrista de descendência chinesa e mexicana que vive em Los Angeles, California desde sua adolescência. Meegs é mais conhecido por ter tocado guitarra na banda de nu metal Coal Chamber durante os anos 90 e o começo dos anos 2000.

## Carreira
Rascón tocou por dois anos com seu amigo Dez Fafara na banda She's In Pain, formada em 1992, antes de formarem o Coal Chamber em 1994. Com o Coal Chamber, Rascón gravou três álbuns de estúdio que obtiveram sucesso comercial e participou de três turnês da Ozzfest, até encerrarem suas atividades em 2003.
Depois de sair do Coal Chamber, Rascón formou uma banda de Hard Rock chamada Piñata, que mais tarde em 2006 mudaria seu nome para Glass Piñata.
Em 2001, Rascón colaborou com a cantora Jessicka (na época, da banda Jack Off Jill) na música Iieee para um álbum de tributo a cantora Tori Amos.
Em agosto de 2009, depois de 3 anos longe da indústria musical, Rascón entrou para a banda de orange country/eletro NEO GEO, deixando-os em 2010.
Rascón começou a tocar com o ex baterista do Coal Chamber Mikey Cox na banda We Are The Riot em 2010 e está na ativa com a banda até hoje.
Após o anúncio da reunião do Coal Chamber em 2011, Rascón tocou com a banda no Soundwave Australian Music Festival no começo de 2012 e então foi anunciado que a banda pretendia trabalhar em um novo material inédito. Em agosto de 2014 a banda confirmou que gravaria um novo álbum para o celo Napalm Records.